# 明基逐鹿
明基逐鹿股份有限公司（英語：BenQ Guru Corporation），簡稱：明基逐鹿（BenQ Guru）為企業資訊服務事業公司，為明基電通全資子公司。明基逐鹿原為明基集團之資訊部門，於1998年7月註冊成立公司，即現在的明基逐鹿。

## 公司歷史
1998年7月，逐鹿系統集成有限公司成立，為明基集團旗下公司。2003年2月，逐鹿系統集成更名為明基逐鹿軟件有限公司，代表著企業對管理軟體的專注。
2008年7月，明基企業服務中心加入明基逐鹿，全面增強明基逐鹿研發實力。
2010年12月，明基逐鹿成為大中華區為數不多獲得軟體過程改善能力和專案管理水準最高認證CMMI5的企業。
明基逐鹿是大中華區的IT技術、顧問服務、業務流程外包解決方案提供商，提供BPM、HCM、SRM、MES等企業應用解決方案與企業IT所需之軟硬體規劃採購等服務。明基逐鹿以資訊化經驗為基石，以普及企業資訊化應用為使命，目前於兩岸三地擁有為數不少的企業客戶。

## 外部連結
- BenQ Guru 明基逐鹿 （页面存档备份，存于）